# Казимир (Болгарія)
Ка́зимир (болг. Казимир) — село в Силістринській області Болгарії. Входить до складу общини Сілістра.

## Населення
За даними перепису населення 2011 року у селі проживали 116 осіб.
Національний склад населення села:
| Національність   | Кількість осіб | Відсоток |
| ---------------- | -------------- | -------- |
| болгари          | 110            | 94,8%    |
| цигани           | 6              | 5,2%     |
| інша             | 0              | 0%       |
| не визначились   | 0              | 0%       |
| Всього відповіли | 116            |          |

Розподіл населення за віком у 2011 році:
Динаміка населення: